# Črna lesna osa
Črna lesna osa (znanstveno ime Xeris spectrum) je vrsta lesnih os, ki je škodljivec tudi v slovenskih gozdovih.

## Opis
Imago je dolg 12–28 mm, pri čemer sta samec in samica enako velika. Za samice črne lesne ose je značilna dolga leglica, s katero odlaga jajčeca v skorjo dreves. Telo je črno ali temno rjavo, za oči in na strani predprsja ima bele pike. Noge so oranžno rdeče, pri samcih imajo noge rjave obroče. Samica nima mikangijev. Ličinka je valjasta in rahlo sploščena, dolga do 25 mm. V času hranjenja dolbe rove v lesu, nato pa se zabubi, približno 2 cm globoko v lesu. Buba meri v dolžino 13–50 mm. Za razliko od ostalih vrst lesnih os, črna lesna osa nima simbiontskih gliv.
Črna lesna osa poseljuje večji del Evrope, ter velike dele Azije, Afrike in Severne Amerike.

## Škodljivec
Črna lesna osa velja za škodljivca v nasadih dreves. Napada oslabljena ali sveže posekana drevesa, katerih les je še vlažen, pogosto pa se naseljuje tudi na že napadena drevesa drugih vrst lesnih os, ki so že okužile les s trohnobnimi glivami. Ob izjemno močnih napadih se lahko na 1 m drevesnega debla razvije do 60 ličink.